# Andreas Haas
Andreas Haas (Wolhusen, 23 de diciembre de 1996) es un deportista suizo que compite en bobsleigh. Ganó una medalla de bronce en el Campeonato Europeo de Bobsleigh de 2025, en la prueba cuádruple.

## Palmarés internacional
| Campeonato Europeo | Campeonato Europeo    | Campeonato Europeo | Campeonato Europeo |
| Año                | Lugar                 | Medalla            | Prueba             |
| ------------------ | --------------------- | ------------------ | ------------------ |
| 2025               | Lillehammer (Noruega) | Medalla de bronce  | Cuádruple          |